# SC Preussen Danzig
Maillots
Le SC Preußen 1909 Danzig était un club de football allemand localisé dans la ville de Danzig (aujourd'hui Gdańsk, en Pologne)
À l'issue de la Première Guerre mondiale, la ville de Danzig si vit conférer un statut particulier. Lors du Traité de Versailles, les négociateurs alliés acceptèrent de donner un accès à la mer à la Pologne qui retrouvait alors sa souveraineté et son indépendance. Malgré les protestations et contestations des délégués allemands, Danzig fut décrétée « Ville-Libre » et placée sous la protection de la tout nouvellement créée Société des Nations. Ce statut international ne collait pas avec l'époque. Les Allemands n'acceptèrent jamais cette situation. Hitler et les Nazis en firent un des leurs griefs préférés. La récupération du « Corridor de Danzig » fut le prétexte à l'envahissement de la Pologne, le 1er septembre 1939.

## Le club
Ce club fut créé en 1909 sous l'appellation Turn-und Fechtverein Preußen Danzig (TuFV Preußen Danzig). C'était alors un cercle de gymnastique et d'escrime. Une section football indépendante fut créée en 1923 sous la dénomination Sportclub Preußen 1909 Danzig.
TuF Danzig resta un club local jusqu'aux années 1920. Dans les années 1930, il se montra dans la phase finale de la Baltenverband (une Fédération allemande de football qui désignait annuellement sont champion et lui décernait le titre de « Champion de la Baltique »). Puis Preußen Danzig fit deux apparitions en phase finale du Championnat national, jouée par matches à élimination directe.
Après la réorganisation des sports et du football par les Nazis, en 1933 (voir DRL/NSRL, le club fut nommé Sport-Club Preußen Danzig et, bien que « situé en dehors du territoire allemand », il participa au championnat de la Gauliga Prusse orientale (une des 16 Gauligen imposées par le régime hitlérien).
Les Gauligen subirent de fréquentes adaptations et plus spécialement dans les zones frontalières et/ou contigües de territoires conquis militairement. Ce fut ainsi qu'en 1939, une nouvelle Gauliga fut créée, la Gauliga Dantzig-Prusse occidentale. Les clubs de la ville de Dantzig y furent incorporés et quittèrent la Gauliga Prusse orientale qui elle s'étendit vers l'Est (entre autres le Territoire de Memel en Lituanie).
Le SC Preußen ne fut pas un des tous grands clubs allemands de cette époque. Il décrocha deux fois le titre de sa Gauliga. Cela lui permit de prendre part à la phase finale du championnat national. Il y fut à chaque fois éliminé au premier tour. De même dans le cadre de la Tschammer Pokal (ancêtre de l'actuelle DFB-Pokal), Preußen Danzig ne franchit jamais le premier tour.
Après l'effondrement du régime nazi, la ville de Dantzig devint polonaise sous le nom de Gdansk. Comme tous les clubs allemands de cette région, le Sport-Club Preußen Danzig fut dissous.

## Repères historiques
- 1909 - Fondation de TURN-und-FECHT VEREIN PREUßEN DANZIG.
- 1919 - Traité de Versailles, Danzig fut décrétée "Ville-Libre" et fut retirée du territoire allemand.
- 1923 - Création d'une section football appelée SPORT-CLUB PREUßEN 09 DANZIG.
- 1933 - SPORT-CLUB PREUßEN 09 DANZIG changea son nom en SPORT-CLUB PREUßEN DANZIG.
- 1939 - L'Allemagne hitlérienne envahit la Pologne. Danzig redevint une ville allemande.
- 1940 - SPORT-CLUB PREUßEN DANZIG fut versé dans une Gauliga appelée Gauliga Danzig-West Preußen.
- 1945 - Capitulation de l'Allemagne nazie. L'ancienne Prusse orientale est partagée entre la Pologne et l'URSS. Désormais polonaise, Danzig devint Gdańsk. SPORT-CLUB PREUßEN DANZIG fut dissous.

## Palmarès
- Champion de Gauliga Prusse orientale: 1 (1934)
- Champion de Gauliga Dantzig-Prusse occidentale: 1 (1941)

## Sources
- Grüne, Hardy, Vom Kronprinzen bis zur Bundesliga, Kassel: AGON Sportverlag, 1996  (ISBN 3-928562-85-1)